# Domino-Spatz

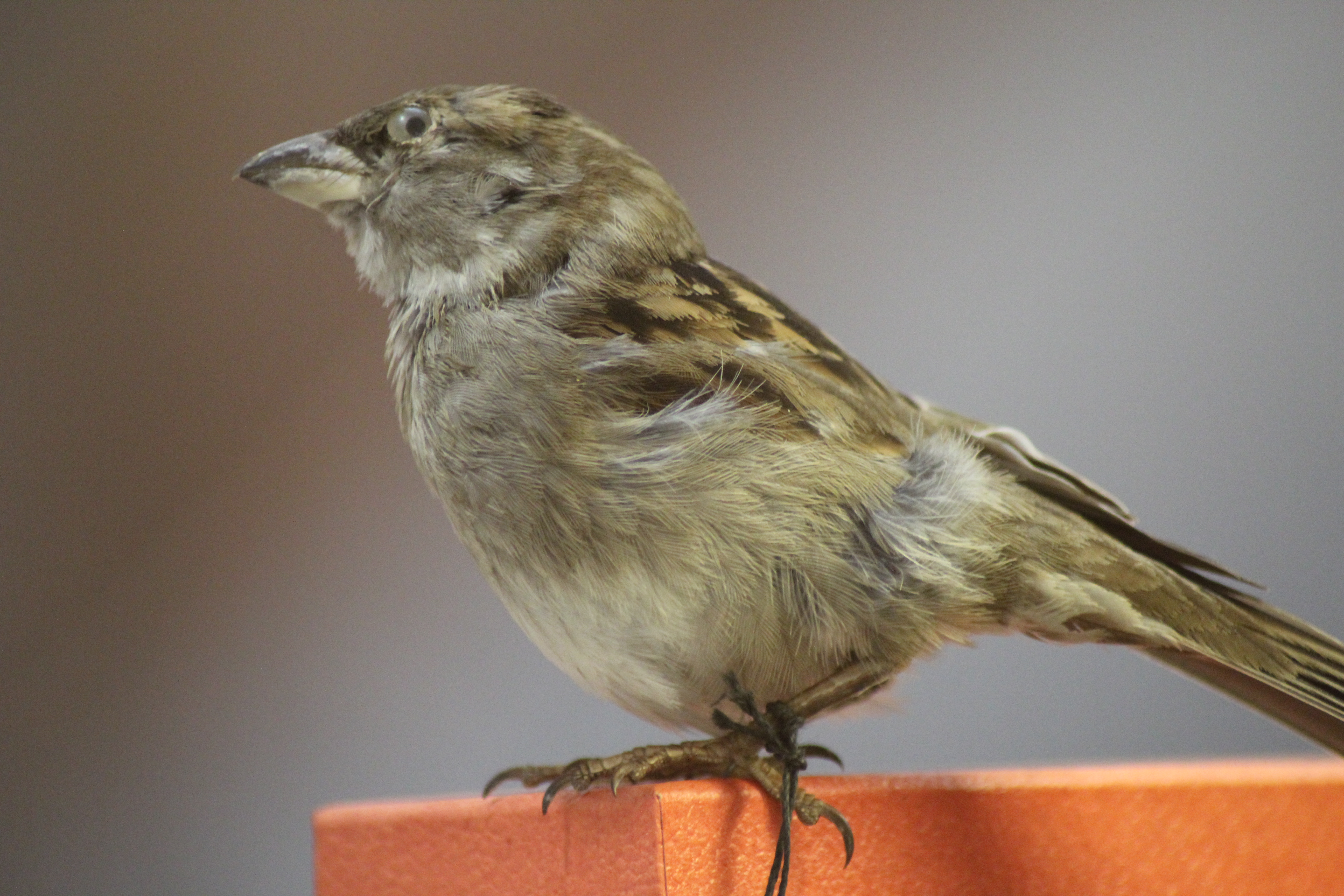
Der „Domino-Spatz“ im Naturkundemuseum Rotterdam

Der Domino-Spatz (niederländisch Dominomus) war ein Haussperling (ugs. Spatz), der im Vorfeld des Domino Day im Jahr 2005 insgesamt 23.000 Steine umkippen ließ. Nach gescheiterten Versuchen, ihn lebend zu fangen, wurde er erschossen und später in einem Museum ausgestellt.

## Vorfall
Der von RTL übertragene „Domino Day 2005“ war als Weltrekordversuch angesetzt, bei dem über vier Millionen Dominosteine aufgebaut waren. Der Spatz war am 14. November 2005 (einem Montag) in die Halle im Frisian Expo Center (FEC) in Leeuwarden geflogen und hatte außerplanmäßig 23.000 Steine umgeworfen. Eingebrachte Sperren verhinderten jedoch ein größeres Umfallen. Die Fernsehübertragung für den Weltrekordversuch mit 4,3 Millionen Dominosteinen war für vier Tage später (Freitag, den 19. November) angekündigt. Nach Angaben eines RTL-Sprechers war ein auf Tierfang spezialisiertes Unternehmen binnen einer Stunde nicht in der Lage, den Spatzen zu fangen. Das „inzwischen völlig erschöpfte und verängstigte Tier“ wurde daher von einem Jäger erschossen. Die niederländische Tierschutzorganisation „Dierenbescherming“ schaltete daraufhin die Polizei ein; der Jäger erhielt im Nachgang Morddrohungen. Krista van Velzen von der linksgerichteten Socialistische Partij stellte aufgrund des Vorfalls parlamentarische Anfragen. Über AP wurde das Erschießen des Spatzes u. a. via USA Today auch in den Vereinigten Staaten bekannt. Dem Schützen, der das Tier mit einem Luftgewehr erlegt hatte, wurde eine Strafe von 200 Euro auferlegt, weil es sich bei dem Spatzen um den Vertreter einer in den Niederlanden geschützten Art handelte.

## Nachleben
Einen Monat nach der Produktion des „Domino Day 2005“ wurde bekannt, dass der Spatz konserviert und im Rotterdamer Naturkundemuseum Natuurhistorisch Museum Rotterdam ausgestellt werden soll, auf einer Schachtel Domino-Steine. Dieses Vorhaben wurde umgesetzt und der Spatz Teil einer Ausstellung über den Haussperling (von November 2006 bis Mai 2007) und im Anschluss Teil der Ausstellung „Dode Dieren met een Verhaal“ (deutsch Tote Tiere mit einer Geschichte). Er habe sich dabei als „Publikumsmagnet“ erwiesen, so De Volkskrant später.